# Titus O'Neil
Thaddeus Michael Bullard (Boynton Beach, 29 de abril de 1977) é um lutador de luta livre profissional e ex-jogador de futebol americano estadunidense. Atualmente trabalha para a WWE no programa Raw sob o nome de ringue Titus O'Neil.

## Títulos e prêmios
- Florida Championship Wrestling
  - Campeão de Tag Team da FCW (1 vez) – com Damien Sandow WWE

WWE Tag Team Championship (1 vez com Darren Young)

- Pro Wrestling Illustrated
  - PWI o colocou como 453° dos 500 melhores lutadores de wrestling durante a PWI 500 de 2010[5]

- WWE
  - WWE Tag Team Championship (1 vez) – com Darren Young
  - WWE 24/7 Championship (1 vez)